# Skalin (powiat gryficki)
Skalin – wieś w północno-zachodniej Polsce, położona w województwie zachodniopomorskim, w powiecie gryfickim, w północno-wschodniej części gminy Gryfice.
Dzieci z miejscowości dowożone są do Szkoły Podstawowej nr 3 w Gryficach oraz do Gimnazjum nr 1 w Gryficach.

## Rys historyczny
Wieś wymienia już dokument z 1499 roku. Z kolei na mapie Lubinusa z 1618 roku pojawia się jako Schellin. Taka też nazwa wsi była do 1945 roku. W 1892 r. major von Schmidt założył w Skalinie szkołę (we współczesnym nazewnictwie - średnią), w której uczono podstaw rolnictwa, leśnictwa, hodowli i ogrodnictwa. 
W okresie powojennym używano nazwy przejściowej Rogowo.
Wieloletni most w Skalinie nad rzeką Regą.

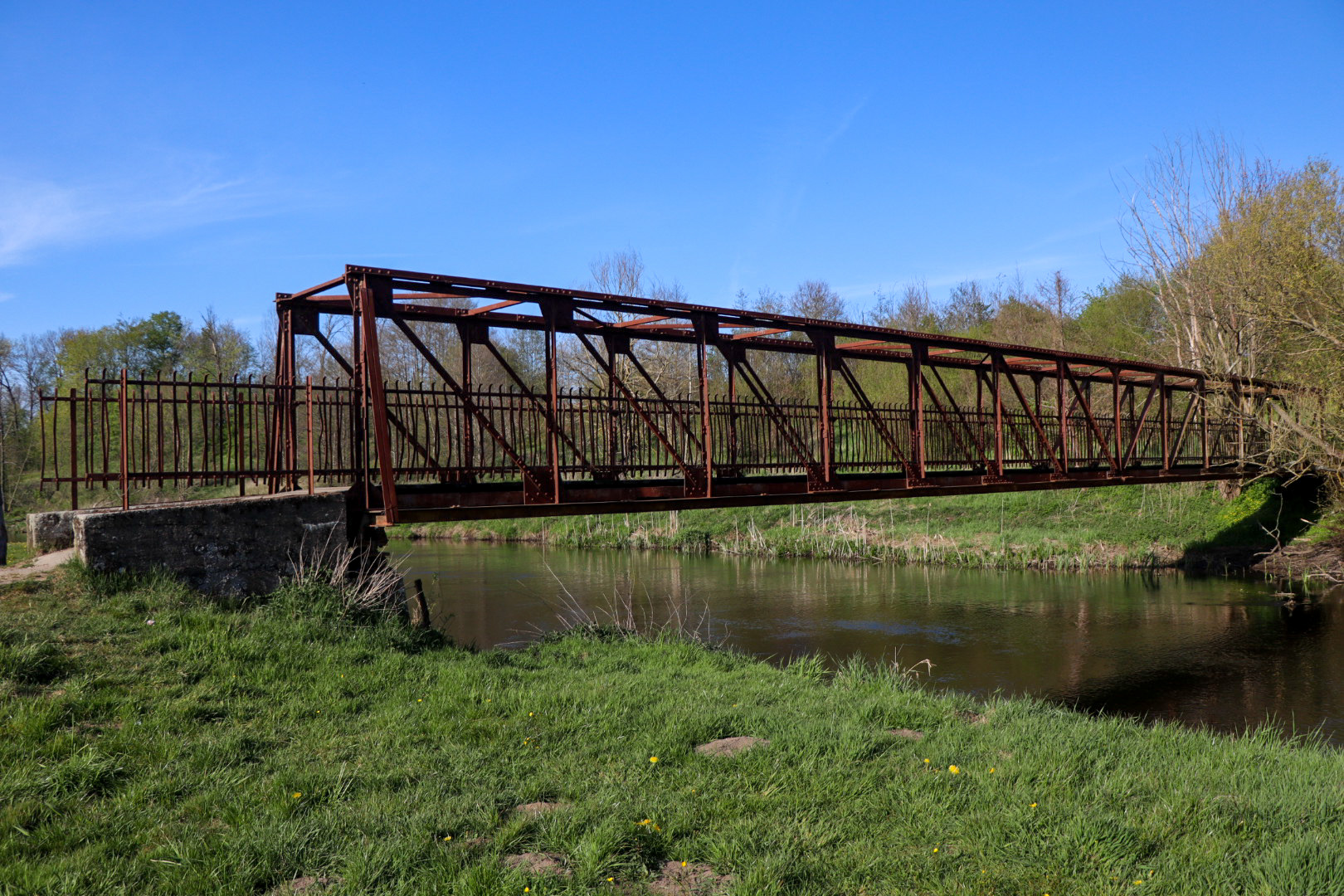
Most w Skalinie nad Regą

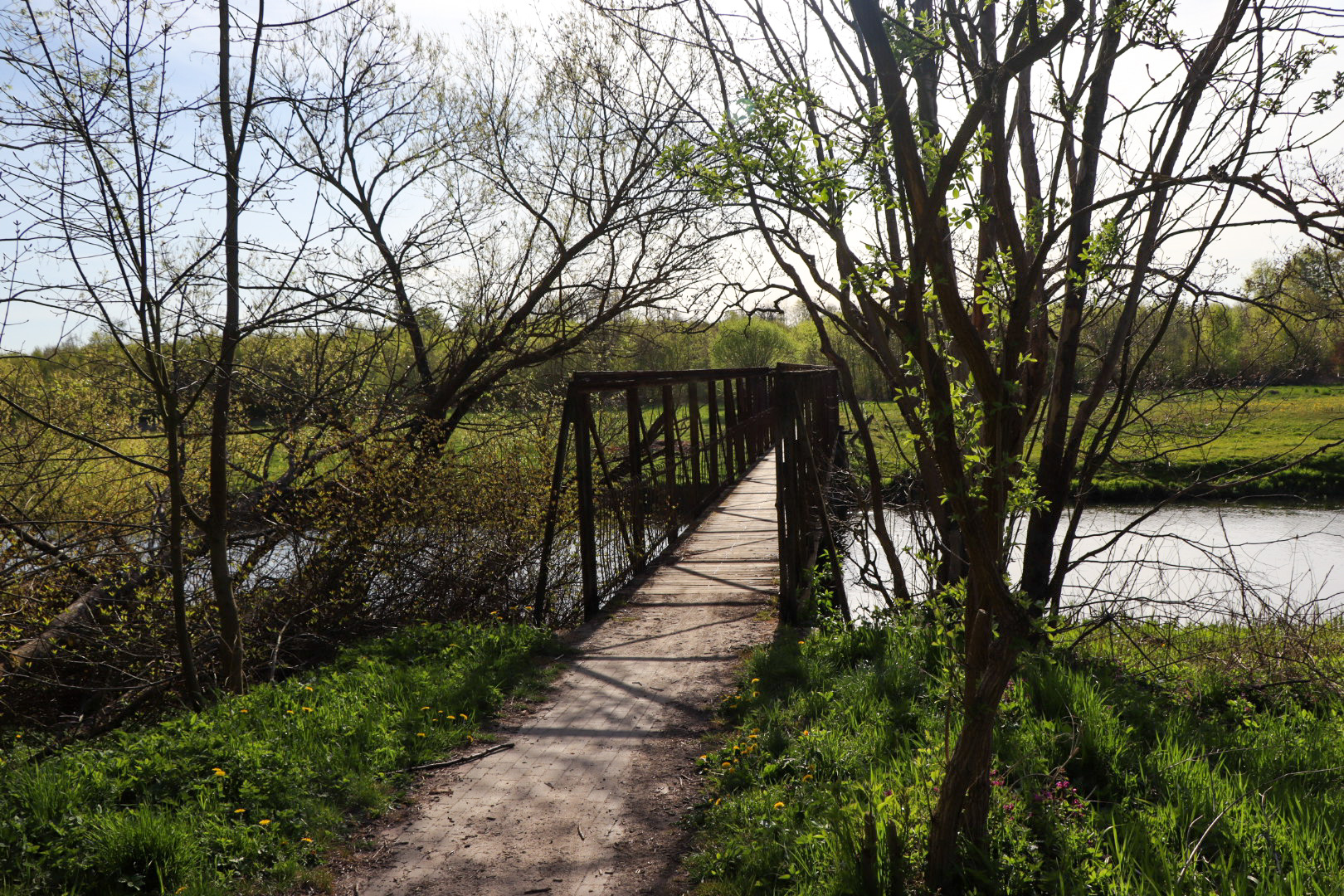
Most w Skalinie nad Regą

W latach 1946–1998 miejscowość należała administracyjnie do województwa szczecińskiego.

## Samorząd mieszkańców
Gmina Gryfice utworzyła jednostkę pomocniczą – "Sołectwo Skalin", które obejmuje miejscowości: Skalin i Raduń. Organem uchwałodawczym sołectwa jest zebranie wiejskie, na którym mieszkańcy wybierają sołtysa. Działalność sołtysa wspomaga jest rada sołecka, która liczy od 3 do 7 osób – w zależności jak ustali wyborcze zebranie wiejskie.